# Cornelius Castoriadis
Cornelius Castoriadis, francosko-grški filozof, ekonomist, psiholog in socialni kritik * 11. marec 1922  † 26. december 1997
Cornelius se je rodil  11. marca 1922 v Konstantinoplu Sophi in Kaisarju Castoriadis. Ime je dobil po rimskem svetniku Corneliusu. Je avtor Namišljena institucija družbe, ki je ena izmed najbolj pomembnih del o sodobni evropski miselnosti. Njegova dela so vplivala tako na akademska, kakor tudi na aktivistična področja. Umrl je v Parizu leta 1997 med srčno operacijo.

## Življenje

### Mladost
Rodil se je v Konstantinoplu, ampak je mladostniška leta preživljal v Grčiji. Zaradi izmenjave grškega in turškega ljudstva, se je Cornelius pri štirih mesecih preselil v Atene, saj je bila njegova mama po rodu iz Grčije. Pri 10 letih se je prvič srečal s politiko. Pri 13 letih ga je začela zanimati tudi ekonomija. Takrat se je začel zanimati za politiko. Začel se je ukvarjati s filozofijo, ki jo je spoznal skozi knjigo, ki opisujejo politično zgodovino. V času srednje šole se je priključil atenski komunistični mladini. Leta 1941 se je priključil komunistični partiji Grčije, ki pa jo je po enem letu zapustil in se pridružil stranki Trotskyist. Med osvobajanjem Grčije v 2. svetovni vojni je študiral ekonomijo, politično znanost in pravo. Takrat je tudi Castoriadis objavil prva akademska dela na teme teorije Maxa Webra in vodil seminarje na temo filozofov Kanta in Hegla. Te eseje je kasneje izdal magazin Arhivi Sociologije in Etike. Leta 1945, po treh letih študija, je dobil šolnino za pisanje diplomske naloge v Parizu na Francoskem inštitutu Aten.

### Delovanje v Parizu
V Parizu se je začel kritično politično udejstvovati z namenom, da bi napisal diplomsko nalogo o nezmožnosti zaprtega in racionalističnega filozofskega sistema. Postal je aktiven v francoski veji Trotskyistine stranke kljub temu, da je kritiziral njihov neuspeh zoperstavljanja Stalinu. Do leta 1947 je Castoriadis ustvaril svojo kritiko Sovjetov, kateri naj bi po njegovem mnenju razvili novo vejo birokratskega izkoriščanja v ZSSR. Po odkritju, da si s Claude Lefort delita podoben pogled na stvari, sta se začela skupaj oddaljevati od glavnega vodila Trotskyistine stranke.
V sledečih letih, vse do 1950, se je udeleževal socioloških in filozofskih predavanj na univerzi v Parizu, kjer so predavali ugledni predavatelji. Prijavil se je na diplomo iz matematične logike. Naslov diplomske naloge je bil Predstavitev v svet Aksiomatične logike, vendar jo je iz neznanih razlogov opustil.

### Ekonomska kariera
V letu 1948 začne z dvema dejavnostnima: 1) Z Lefortom je ustanovil časopis in politično skupino oz. gibanje z naslovom Socializem ali barbarizem (Socialisme ou Barbarie/Socialism or Barbarism). Osredotočila sta se na kritiziranje prav tako sovjetske birokracije, kot tudi kapitalizma. Poudarjala sta razvijanje novih idej za drugačne možnosti organiziranosti družbe. Ustanoviteljski temelji gibanja so bili vezani na marxistično kritiko družbe. Skupina je imela sicer nekaj nesoglasij, vendar je obstajala 16 let, in sicer od 1948 do 1966. Gibanje je imelo nekaj deset članov, časopis pa je štel skupaj nekaj več kot 1000 izvodov na izid. Sposobnost vodenja in pisanja sta razloga, da je Cornelius postal ena izmed bolj pomembnih oseb na političo-intelektualni sceni v Parizu. 2)  Začel je delati kot ekonomist za Organizacijo za evropsko ekonomsko korporacijo (angl. Organization for European Economic Cooperation (OEEC)). Tam je delal 22 let, do leta 1970. Istega leta je tudi dobil francosko državljanstvo. Njegovo delo je obsegalo analiziranje kratkega in srednjeročnega ekonomskega statusa razvitih držav. Ne le, da mu je delo pri organizaciji služilo kot vir prihodka in možnost zadrževanja v Franciji, ampak je med delom pri mednarodni organizaciji za evropsko ekonomsko korporacijo dobil odličen vpogled v veliko birokratskih družb in ekonomijo raznih kapitalističnih držav. Poleg sodelovanja z OEEC je Castoriadis deloval v 70-ih letih tudi kot psihoanalitik. Leta 1979 je končno prejel akademsko pozicijo v Parizu na École des Hautes Études en Sciences Sociale (EHESS) (School of Advanced Studies in the Social Sciences).

### Začetki koncepta samoupravljanja
Castoriadis je označil koncept samoupravljanja delavcev, kot enega izmed njegovih najpomembnejših prispevkov.  Njegovo mnenje je bilo odražanje njegove predhodne politične skupine Socialisme ou Barbarie. V kasnejših zapisih Castoriadisa se je ta koncept razvil v teorijo avtonomije, neodvisno od Marxove in je služil kot alternativa Marxovi teoriji o težavnostih družbenega razreda.
V drugi polovici 20. stoletja je pisal pod psevdonimom, da bi se zaščitil pred izgonom, ker je leta 1955 je opredelil glavni oz. osrednji konflikt družbe na relaciji med direktorji in izvrševalci. Razlikovanje se navezuje na Aristotlove definicije in ekonomsko analizo Simona Weila, ki jo je napisal leta 1933. To so bile Aristotlove definicije mojstra in sužnja v politiki. Po njegovi trditvi naj bi bila družba razdeljena na vodje, ki ukazujejo delavcem, ter na delavce, ki poslušajo vodje. Za komunistične države je trdil, da so vodje pogosto neobveščeni o nalogah podrejenih, vedo zelo malo o skupinskem delu, a kljub temu diktirajo produkcijski proces. Zato je Cornelius trdil za komunistične države, da je njegov gospodarski aparat nesmiseln in vodi v pogubo, saj so delavcem podrejene naloge velikokrat nejasne in tudi neopredeljene ali celo preobsežne. Castoriadis je trdil, da ko delavci prevzamejo odgovornost, prevlada družba z upravljalnim aparatom. Delavci morajo obvladovati svoje veščine in poudarek na znanju pomeni to, da se morajo posamezniki združiti in sodelovati. Delavski sveti morajo biti sestavljeni iz izvoljenih članov. Ti člani morajo izražati odločitev delavcev in ne zastopati mnenja birokracije – menedžerjev. Zato morajo delavci vsa svoja mnenja prenesti in tako se dokaže, da delavski svet ni menedžerski sloj. In s tem ta svet pomaga pri prenosu informacij, ki so pomembne za njihove interese. Castoriadis je podpiral zasnovo svetov oz. odborov, sposobnih sprejemanja hitrih odločitev, ki bi koristile bolj delavcem, kot pa menedžerjem. Ideali kapitalističnih držav so negativno liberalistični in individualistični ali anarhični ideali, ter zavračajo kakršnokoli vlogo delavcev v svetih oz. odborih in so zaradi tega močno birokratizirani. Prav tako je nasprotoval birokracijam komunističnih držav. Birokracije v teh državah so strnjene v obliki samouprave, ki so zelo centralizirane. V obeh primerih zatira samoupravljanje ločitev na direktorje oz. menedžerje in delavce. Kljub temu, da bo zmeraj potrebna nekakšna specializacija dela, je dandanes uničujoča specifična dominacija razreda, ki je vdana le upravljanju dela drugih ljudi.

## Delo

### Odmik od marksizma
Castoriadis je eden izmed levičarjev, ki so začeli ločevati slabe značilnosti komunističnih držav od marksizma. V letih okoli 1950 je zagovarjal, da močna kritika obstoječih komunističnih držav zahteva tudi kritiko Marxove filozofije. Ta je bila zasnovana na skupnih temeljih kapitalizma in sovjetskih eksperimentov. Pozneje je preučeval strukturo Sovjetske zveze in jo je tudi objavil oz. zbral v delu La Société Bureaucratique (Birokratska družba). Njegova analiza je pokazala, da v Sovjetski zvezi prevladuje vojaška, birokratska institucija, ki jo je poimenoval tudi totalni birokratski kapitalizem. To pomeni, da je ta družben red analogen. Zahodni kapitalistični red pa je poimenoval delni birokratski kapitalizem. Oba sistema sta zakoreninjena v družbeni namišljenosti. Ta namišljena sistema sta izražena kot želja po razumski nadvladi nad sabo in naravo. Misli kapitalizma in Marxa sta skupni v tem, da naj bi imel kapital ogromno moč, popolno oblast nad človeštvom. To je povzročilo željo nad nadzorom te sile oz. oblasti na obeh straneh. Marxovi privrženci so bili naklonjeni ideji, da se bi ustvaril sistem, ki bi obvladoval svojega gospodarja oz. kapitalista. Analiza, ki jo je naredil Cornelius, je pokazala, da s to izrabo v družbi zahodnih držav niso rešili sistema oblasti, ampak je zaradi tega postal še močnejši. Menedžerski, birokratski razred je postal enotna, zatirajoča sila. Ta sila je sledila svojim interesom proti ljudstvu. Analiza oz. mnenje Castoriadisa je bilo, da so strukture komunističnih sistemov zelo naklonjene Marxovi filozofiji in se ne razlikujejo veliko od le-te. Torej je filozofija izhajala iz želje po popolnem nadzoru s pomočjo kapitalizma (totalni birokratski kapitalizem in delni birokratski kapitalizem). Cornelius je napisal tudi bolj specifične kritike na Marxove gospodarske predpostavke. Leta 1959 je kritiziral Marxovo obravnavanje delavcev, saj je bil mnenja, da so delavci zobniki v stroju kapitalizma. Marxova analiza se je izkazala za preozko usmerjeno, saj ni v celoti preučil nekaterih dejanj, ki bi rešila podjetje pred katastrofo, zaradi napačnega upravljanja, ali pa bi ga vodila v pogubo. Za ustvarjalnimi odločitvami ne stojijo kapitalski zakoni, namesto tega raje delavci vzdržujejo in rušijo kapitalizem s svojimi dejanji. To lahko privede do sprememb v zakonih sistema, vendar le, če se delavci združijo v eno. Castoriadisova ugotovitev se je glasila, da je Marxov pogled na zgodovino preveč osnoven in temelji na pomanjkljivih predpostavkah. Dejanja delavcev ne morejo biti v celoti razložena z zakoni. Delavci bi lahko sami določali zakone zgodovine in ne da zgodovina zakonov determinira njih. Ta dva stavka se nanašata na klasično teorijo kapitalizma, na podlagi katerega ne more komunizem obstajati. Castoriadis se je po eni strani strinjal z Marxom, glede zgodovine kriz kapitalizma, ampak po drugi strani pa se ni strinjal glede padca prihodnjih zgodovinskih razpletov. Izid kapitalistične krize je v resnici določen s tem, kako posamezniki in družba sprejmejo krizo. Sodelovanje z Marxom je Castoriadisu dalo nov pogled na avtonomijo družbe. Trdil je, da je avtonomija družbe ustvarjanje posameznikove individualnosti in kolektivnosti. Marx pa je boj delavcev za avtonomijo razlagal kot del rasti samega racionalnega kapitalizma, Castoriadis pa je poudaril resnično neupoštevanje zgodovinskih uspehov demokratično-emancipatornih bojev, kar je nasprotno od Marxa. Ti spopadi so bili pred kapitalizmom, bili so podrejeni kapitalizmu in sodobni dobi razumske oblasti in so še vedno prisotni, a tudi v veliki meri podrejeni istočasni dobi totalnega birokratskega kapitalizma in delnega birokratskega kapitalizma. Castoriadisov odmik od Marxa je torej odmik od želje po pridobitvi oblasti nad domnevnimi vsemogočnimi silami, ki naj bi nadzirale človeštvo in zgodovino.

### Teorija kreativne domišljije
Prva različica L’institution imaginaire de la société je ponudila spremenjeno različico Castoriadisove kritike na Marxa, medtem ko je druga različica njegova celotna teorija kreativne domišljije.  V tej različici je trdil, da domišljija ni primarno sposobnost ustvarjanja vizualnih slik. Namesto tega je to individualna ali kolektivna sposobnost ustvarjanja obrazcev, to je zmožnost ustvarjanja predstave ali predstave samega sebe. Teorija ustvarjalne domišljije se je skozi več let razvijala skozi eseje seznanjene z zahodno intelektualno tradicijo. Njegova stališča so predstavljena kot dialog z osebnostmi. I. Filozofsko ozadje Aristotla II. Filozofsko ozadje Kanta III. Filozofsko ozadje: Obdobje po Kantu

### Avtonomija
Pojem avtonomije je bil osrednji v njegovih zgodnjih spisih in je še naprej do svoje smrti razlagal njen pomen, vloge in omejitve, s tem pa si je pridobil naziv »Filozof avtonomije«. Beseda je grškega izvora, kjer avto pomeni "za/po sebi" in nomos pomeni "pravo". Nanaša se na stanje »samo institucionalnega«, s katerim se ustvarjajo lastni zakoni, bodisi kot posameznik bodisi kot celotna družba. In medtem ko vsaka družba ustvarja svoje institucije, se le člani avtonomnih organizacij popolnoma zavedajo dejstva in se smatrajo za končni vir pravičnosti. Nasprotno pa člani heteronomnih organizacij, ta proces prenesejo na avtoriteto zunaj družbe, pogosto pa vir svojih tradicij pripisujejo božanskemu izvoru ali v sodobnem času »zgodovinski nujnosti«. Castoriadis je ugotovil, da morajo družbe ne le ustvariti, ampak tudi legitimirati svoje zakone, z drugimi besedami pojasniti, zakaj so njihovi zakoni pravični. Večina tradicionalnih družb je to storila z vero. Trdijo, da je njihove zakone dal Bog ali mitski prednik in zato morajo biti resnični. Grčija je bila za Castoriadisa tema, ki je vse bolj pritegnila njegovo pozornost, ne kot načrt kopiranja, ampak poskus, ki bi lahko navdihnil resnično avtonomno skupnost in ta bi lahko legitimirala svoje zakone, ne da bi svoj vir dodelila višji oblasti. Grki se razlikujejo od drugih družb, ker niso začeli kot avtonomni, ampak so ohranili ta ideal tako, da so nenehno kršili svoje zakone, hkrati pa jih upoštevali v enaki meri (tudi v obsegu izvršitve smrtne kazni), kar dokazuje, da avtonomne družbe res lahko obstajajo. Glede sodobnih skupnosti Castoriadis ugotavlja, da so religije izgubile del svoje normativne funkcije, ampak je njihova narava še vedno heteronomna, le da imajo tokrat razumne pretveze. Kapitalizem se legitimira z "razlogom", ki trdi, da ima "razumni smisel", vendar je Castoriadis opazil, da so vsa taka prizadevanja na koncu tavtološka, saj lahko le legitimirajo sistem prek pravil, ki jih določa sam sistem. Tako kot je stara zaveza trdila, da "Obstaja samo en Bog," kapitalizem definira logiko kot maksimiranje uporabnosti in minimiranje stroškov, nato pa se legitimira na podlagi njene učinkovitosti za izpolnitev teh meril. Ta definicija logike je skupna tudi komunizmu, ki je kljub dejstvu, da stoji v navideznem nasprotju, produkt iste namišljenosti in uporablja iste pojme in kategorije za opisovanje sveta, predvsem v materialnem smislu in skozi proces človeškega dela.

#### Demokracija v antični Grčiji
Leta 1983 je Castoriadis trdil, da so se institucije avtonomije pojavile dvakrat v zgodovini. To je objavil tudi v svoji knjigi "Grška Polis in ustvarjanje demokracije" (Filozofija, politika, avtonomija 81-123). Te institucije so se pojavile v Atenah (v 5. stoletju pred našim štetjem), in v zahodni Evropi med razsvetljenjem. Noben od teh primerov ne služi kot zgled za posnemanje v današnjih institucijah. Če se spomnimo, da obstoj avtonomnih institucij nikoli ni zadosten pogoj za avtonomijo, se zavedamo, da ne more biti dvoma, da bi zgodovinske primere obravnavali kot modele, ki bi jih posnemali. Bolj pomembno je, da so ti primeri pomembni za Corneliusa, ki ponazarja primere znotraj družb, ki so uvedle strogo zaprtje, se zaprtje kljub temu podre in ljudje odsevno in premišljeno sami sebi ustanovijo radikalno pravo.
Za družbe je trdil, da običajno sprožijo strogo zaprtje: »V skoraj vseh kulturah, za katere vemo, ni le to, da so za vsakogar njihove institucije vrednotene, ampak tudi to, da druge institucije niso vrednotene.« Grki so prekinili z lastnim uveljavljenim družbenim zaprtjem in uvedli svojo avtonomijo. Grško odkritje družbene institucionalne moči je pripeljalo do delne avtonomije prav zato, ker so si učinkovito predstavljali svojo potencialno univerzalnost z drugimi kot zaključek (formalna avtonomija) in vendar ustanovili tudi nekatere posebne institucije kot podporo učinkovitemu izvajanju avtonomije. Kljub temu je grška kreacija ostala delna in njene institucije so bile omejene in ozke (na primer izključevale so ženske). Cornelius Castoriadis je poudaril, da je potencialna univerzalnost njihovega ustvarjanja radikalna kritika in samokritika, ki so jo razumeli kot lastno ustvarjanje, sovpadla z demokratičnimi institucijami, ustanovljenimi kot podpora za učinkovitost avtonomije. Na koncu so Grki vpeljali tradicijo radikalne kritike, ki pri Castoriadisu velja za načelo avtonomije in filozofije.

#### Agora in javno, zasebno
Castoriadis ni predlagal nekaterih posebnih institucionalnih lastnosti, ki so jih avtonomne skupnosti sprejemale. Medtem ko je bolj previdno govoril o tem, da ne more biti dokončne odločitve o tem, kakšna bi morala biti avtonomna družba, je v svojem delu v "Done and To Be Done" (Castoriadis Reader 361-417) predlagal klasično tri-vejno ureditev: - javno/javno (ekklésia) - zasebno/zasebno (oikos) - javno/zasebno (agora) Pri opredelitvi teh izrazov je poudarjeno, da je prvi potreben pogoj avtonomne družbe odpiranje javne sfere (ekklésia). Naloga je, da posamezniki in družba z javnim upoštevanjem del in projektov, narejenih s strani kolektivnosti in posameznikov, naredijo samo institucijo razločno. Javna sfera (ekklésia) ni veja birokratskega upravljanja posameznikov s strani družbenih arhitektov. Je čisto nasprotje, saj vključuje ustanovitev institucij za javno proizvodnjo znanja in oblikovanje zakonodaje, s čimer se posameznikom omogoča intelektualni prostor, da na obveščen način spoznajo in kritično presojajo zakone. Takšnih premislekov, ki zadevajo posameznike, pa ni mogoče prepustiti zasebnim/zasebnim ali javnim/zasebnim sferam, saj jih mora kolektivnost izvajati skupaj v javnosti. Pomembno je, da ekklésia, torej javnost, vključuje kolektivnost v javnem posvetovanju o ciljih in pomenih družbe in posameznikov. Za zasebno stran je zapisano, da bi jo morala avtonomna družba izvajati neodvisno oziroma nedotakljivo od ostalih vej. Za posameznike, družine in domove velja, da se ustvarjajo z institucijami. To pomeni, da se zasebno življenje, ko se ustvarja, naslanja na uvedeno družbo, katere nadaljevanje mora biti predmet posvetovanja v javnosti (ekklésia). To vključuje tudi institucije za izobraževanje, osnovno kazensko pravo in druge pogoje na ravni družbe. Birokratski komunizem ali socializem, ki uničujejo individualno osebnost in zasebno življenje, je treba ukiniti s prizadevanji javnosti za podporo neodvisnosti in ločenosti od zasebnega dela. Cornelius je zagovarjal neodvisnost javnega/zasebnega (agora). Njegova uporaba izraza, ki so ga Grki uporabljali za trg v mestih, nima nobene zveze z obrambo tako imenovanega svobodnega podjetja (torej zgolj negativne svobode izkoriščanja delavcev). Agora je označba za to, kjer se posamezniki (in ne poseben sklop posameznikov, kot je bil primer v Atenah, kjer so sodelovali samo državljani moškega spola), lahko združijo v zvezi z drugimi za namene, ki niso izrecno vprašanja javne/javne sfere. Neodvisnost agore kot mešane sfere (javno in zasebno) bi odpravila možnost prisilne kolektivizacije dobrin ali pa potrebo po odpravi denarnih oblik, ki so v sferi agore še uporabne. Agorična sfera je ločitveno območje med tiranijami javnih interesov, ter zasebnih interesov, s čimer se podpira sedanjo institucijo avtonomije kot celote. Za Corneliusa je bilo glavno, da se mora vsaka sfera obravnavati kot svoja, torej individualno, ter ne kot celota. V delu  "Avtonomna družba," je zapisal, "lahko je sestavljena samo iz avtonomnih posameznikov". Ohranjanje vsakega sloja je ključnega pomena. Vendar pa so komunistične in birokratske družbe dvajsetega stoletja kljub namenu vzpostavitve pristne javne sfere nenehno sesedale potencialno univerzalnost javne sfere v masiven, vključujoč zasebni sloj, torej v manipulativno, birokratsko družbo. Po drugi strani pa so bile zahodne liberalne demokracije bolj totalitarno-kapitalistične družbe, ki so v nekoliko bolj razdrobljeni in manj skupni obliki kot njihovi komunistični kolegi, ki mešajo javnost v zasebne, birokratske, kapitalistične korporacije. S tem ustvarjajo ljudi, ki ne poznajo zakonov in zato ne morejo vanje dvomiti, ter nato učinkovito uvajati novih zakonov. Tako je avtonomija še danes neznana večini sveta.

### Dela
- Mai 68 : la brèche, Fayard, 1968
- La Société bureaucratique: Les Rapports de production en Russie and La Révolution contre la bureaucratie, 1973
- L'Expérience du mouvement ouvrier: Comment lutter and Prolétariat et organisation, 1974
- L'Institution imaginaire de la société, Seuil, 1975
- Les Carrefours du labyrinthe, 1978
- Le Contenu du socialisme, 1979
- Capitalisme moderne et révolution, 1979
- De l'écologie à l'autonomie (avec Daniel Cohn-Bendit et le Public de Louvain-la-Neuve), 1981
- Devant la guerre, 1981
- Domaines de l'homme (Les carrefours du labyrinthe II), 1986
- La Brèche: vingt ans après (réédition du livre de 1968 complété par de nouveaux textes), 1988
- Le Monde morcelé (Les carrefours du labyrinthe III), 1990
- La Montée de l'insignifiance (Les carrefours du labyrinthe IV), 1996
- Fait et à faire (Les carrefours du labyrinthe V), 1997
- Po smrti objavljena literatura:
- Η Αρχαία Ελληνική Δημοκρατία και η Σημασία της για μας Σήμερα, Athene: Ypsilon, 1999
- Figures du pensable  (Les carrefours du labyrinthe VI), 1999
- Sur Le Politique de Platon, 1999
- Sujet et vérité dans le monde social-historique. La création humaine 1, 2002
- Ce qui fait la Grèce, 1, 2004.
- D'Homère à Héraclite, 2004
- La création humaine 2, 2004
- Φιλοσοφία και επιστήμη. Ένας διάλογος με τον Γεώργιο Λ. Ευαγγελόπουλο, Atene, 2004,
- Une Société à la dérive, entretiens et débats 1974–1997, 2005
- Post-scriptum sur l'insignifiance : entretiens avec Daniel Mermet ; suivi de dialogue, 2007
- Fenêtre sur le chaos, Seuil, 2007
- Ce qui fait la Grèce, 2, 2008
- La cité et les lois, 2008
- La création humaine 3, 2008
- L'Imaginaire comme tel, 2008
- Histoire et création : Textes philosophiques inédits, 1945–1967, 2009
- Ce qui fait la Grèce, 3, 2011
- Thucydide, la force et le droit. La création humaine 4, 2011
- La Culture de l'égoïsme, Climats, 2012
- Écrits politiques 1945–1997: La Question du mouvement ouvrier, 2012 Quelle démocratie ?, 2013 La Société bureaucratique, 2015